# Итальянская саламандра
Итальянская саламандра (лат. Speleomantes italicus) — вид амфибий из рода европейских пещерных саламандр (Speleomantes) отряда хвостатых земноводных. Ранее данный вид относился к роду Hydromantes.

## Описание
Общая длина самцов до 11 см, самок до 12 см. Самцы имеют железы на конце морды, которые становятся более заметны в брачный период. Туловище ближе к квадратном в поперечном сечении, хвост к овалу, короче туловище. Конечности хорошо развиты, задние ноги немного длиннее передних ног.
Цвет, как и у других представителей данного вида весьма вариабелен. Основной цвет спины может менять от светло-коричневого до чёрного. Брюхо обычно тёмное. Спина часто с пятнами, полосами или сетчатыми рисунком, который может быть красного, жёлтого, серого или зелёного цвета. Разная окраска может встречаться у представителей одной и той же популяции.

## Ареал
Эндемик Апеннинского полуострова. Встречается в провинциях Реджо-нель-Эмилия, Лукка, на юге провинции Пескара, а так же в регионе Ма́рке (итал. Marche, от le marche di Ancona).

## Образ жизни
Амфибии обитают в карстовых пещерах и трещинах. Высотный диапазон колеблется от 80 до 1594 метров над уровнем моря. Рацион составляют насекомые и другие беспозвоночные. Образ жизни изучен мало.